# Stuart Wilson
Stuart Wilson (Guildford, 25 de dezembro de 1946) é um ator inglês.

## Biografia
Wilson nasceu em uma família da RAF e, consequentemente, teve uma variada história educacional. Tendo se mudado para Londres, ele se formou na Royal Academy of Dramatic Art.

## Carreira
Wilson teve sua primeira grande chance quando foi escolhido para o papel principal de Johann Strauss II, no drama de costumes de 1972 da  ITV The Strauss Family. Em seguida, ele fez várias aparições na televisão britânica. Seus créditos incluem: Space: 1999, I, Claudius, The Sweeney, Return of the Saint, The Professionals, Tales of the Unexpected, The Old Men at the Zoo, The Jewel in the Crown, Prime Suspect, Hot Fuzz e Spooks.  Seu maior sucesso foi como Alan Stewart na série de suspense Running Blind. 

### Créditos em filmes
Como um ator mais maduro, Wilson conseguiu fazer a transição para Hollywood, frequentemente interpretando vilões.  Seus créditos incluem Wetherby, Lethal Weapon 3, No Escape, The Age of Innocence, Teenage Mutant Ninja Turtles III, Death and the Maiden, e The Mask of Zorro. Ele também estrelou nos telefilmes: Coins in the Fountain (1990) e Princess of Thieves (2001).